# Mrkoplje
Mrkoplje je naselje u Republici Hrvatskoj u Požeško-slavonskoj županiji, u sastavu općine Brestovac.

## Zemljopis
Mrkoplje su smješteno oko 27 km sjeverzapadno od Brestovca na obroncima Ravne gore, sjeverno od Striježevice i ceste Kamenska - Voćin.

## Stanovništvo
Prema popisu stanovništva iz 2011. godine Mrkoplje nije imalo stanovnika.
| broj stanovnika | 183   | 199   | 202   | 193   | 224   | 187   | 174   | 217   | 102   | 100   | 85    | 29    | 5     | 4     |       |       |       |
|                 | 1857. | 1869. | 1880. | 1890. | 1900. | 1910. | 1921. | 1931. | 1948. | 1953. | 1961. | 1971. | 1981. | 1991. | 2001. | 2011. | 2021. |